# Heemserveen
Heemserveen  is een buurtschap behorend tot de gemeente Hardenberg in de provincie Overijssel. Het ligt ten noordwesten van Hardenberg, tussen de N34 en de N343. Er staan vooral agrarische bedrijven.
Heemserveen is ontstaan door afgraving van het veen, dat grotendeels door baron Willem Jan van Dedem gebeurde. Toen dit klaar was werd het land in cultuur gebracht.